# Арвід Густав Гьогбом
Арвід Густав Гьогбом (швед. Arvid Gustaf Högbom; народився 11 січня 1857, Веннес, Вестерботтен; † 19 січня 1940) — шведський геолог, мінералог і географ. Був професором Упсальського університету.

## Життєпис
Гьогбом навчався в Уппсалі, склавши кандидатський іспит у 1880 році, отримав ступінь ліценціата у 1884 році та докторський ступінь у 1885 році. Потім він працював там лектором, а з 1887 року професором. З 1891 року він викладав у Стокгольмському університеті з професорською посадою з 1895 року. Однак наступного року він повернувся на професорську посаду в Упсалі. У 1922 році вийшов на пенсію.
Гьогбом був геологом, який займався магматичною диференціацією, яку він вивчав у залізорудному районі Єлліваре на півночі Швеції. Його інтерпретація вапнякових порід як карбонатитів у районі Алне призвела до бурхливих суперечок у той час. Він також написав важливу роботу про тектоніку каледонід і розташування кромки льоду останнього льодовикового періоду. Відповідаючи на запитання Сванте Арреніуса, він розглянув підвищення температури в атмосфері внаслідок спалювання викопного палива, але був на думці, що вимірний ефект потепління від спалювання вугілля триватиме тисячі років і в іншому випадку сприймався б позитивно. Як географ він займався шведськими географічними назвами, формуванням долин льодовикового періоду та змінами висоти після льодовикового періоду та написав книгу про свою батьківщину Норрланд (1906).
З 1897 по 1922 рік він видавав Бюлетень Геологічного інституту Упсали. Він був одним з організаторів Міжнародного геологічного конгресу в Стокгольмі в 1910 році.
Він був почесним членом Геологічної асоціації і членом-кореспондентом Прусської академії наук з 1922 року. Він є тезкою гори Högbomfjellet у Сабіні-Ланд на Шпіцбергені. З 1972 року його ім'я носять скелясті відслонення Гьогбом у Котсленді Східної Антарктиди.